# トレモロ (Plastic Treeの曲)
「トレモロ」は、Plastic Treeのメジャー4枚目のシングル。1999年3月10日発売。発売元はワーナーミュージック・ジャパン。

## 概要
前作『絶望の丘』から約7ヶ月半ぶりのシングル。前作と同じくマキシシングルとしてリリースされた。

## 収録曲
1. トレモロ
  - 作詞・作曲：Ryutaro、編曲：Plastic Tree・山口一久
  - PVが製作されており、PV集『二次元ヲルゴール』に収録された。
  - テレビ朝日系『Mew』1999年3月度オープニングテーマ。
2. パノラマ
  - 作詞：Ryutaro、作曲：Tadashi、編曲：Plastic Tree・山口一久
3. 祈り
  - 作詞：Ryutaro、作曲：Pete Seeger、編曲：Plastic Tree・山口一久
  - アメリカ合衆国のフォーク歌手ピート・シーガーの楽曲「ターン・ターン・ターン (Turn! Turn! Turn!)」の日本語翻訳版。
  - 中京テレビ放送『教児のおめざめワイド』エンディングテーマ。
4. 「月世界」
  - 作詞：Ryutaro、作曲：Tadashi、編曲：Plastic Tree・山口一久

## 収録アルバム
- オリジナル『Parade』（#1）
- ベスト『Single Collection』（#1、#2、#4）
- ベスト『Best Album 白盤』（#3）
- ベスト『ALL TIME THE BEST』（#1）